# Hinton (Iowa)
Hinton és una població dels Estats Units a l'estat d'Iowa. Segons el cens del 2000 tenia 808 habitants.

## Demografia
Segons el cens del 2000, Hinton tenia 808 habitants, 303 habitatges, i 226 famílies. La densitat de població era de 537,9 habitants/km².
Dels 303 habitatges en un 39,3% hi vivien nens de menys de 18 anys, en un 66% hi vivien parelles casades, en un 6,6% dones solteres, i en un 25,1% no eren unitats familiars. En el 19,5% dels habitatges hi vivien persones soles el 10,2% de les quals corresponia a persones de 65 anys o més que vivien soles. El nombre mitjà de persones vivint en cada habitatge era de 2,67 i el nombre mitjà de persones que vivien en cada família era de 3,08.
Per edats la població es repartia de la següent manera: un 28,1% tenia menys de 18 anys, un 6,1% entre 18 i 24, un 27,2% entre 25 i 44, un 25,4% de 45 a 60 i un 13,2% 65 anys o més.
L'edat mediana era de 38 anys. Per cada 100 dones de 18 o més anys hi havia 95,6 homes.
La renda mediana per habitatge era de 49.375 $ i la renda mediana per família de 58.958 $. Els homes tenien una renda mediana de 38.958 $ mentre que les dones 26.974 $. La renda per capita de la població era de 20.358 $. Entorn del 2,6% de les famílies i el 4,4% de la població estaven per davall del llindar de pobresa.

## Poblacions més properes
El següent diagrama mostra les poblacions més properes.